# LLC
リミテッド・ライアビリティ・カンパニー（英語: Limited Liability Company）、 LLC（エルエルシー、有限責任会社）は、アメリカ合衆国の各州の法律に基づいて設立される会社形態の1つである。

## 歴史
LLCは、1977年にワイオミング州で初めて法制化された。1988年にキントナー規則が導入されて、LLCを含む非コーポレーションの会社体に対する連邦税法上の取扱がある程度明確化されたこともあり、それ以降急速に各州に普及した。さらに1997年、IRSがチェック・ザ・ボックス規則を導入し、税務上、構成員課税を選択できることとされたことにより、会社体レベルとその構成員レベルでの二重課税を回避できる使い勝手のよい企業形態として認識されるようになった。

## 特徴
LLCの法的特徴は、設立州法により異なる。LLCに関する法律の統一の試みの一環として、1996年に統一リミテッド・ライアビリティ・カンパニー法が制定されたが、その採用は各州の自由に任されており、現在でも全米各州のLLC法が統一化されているわけではない。以下は主要な州にある程度共通的な規定に基づく説明である。

### 設立
LLCは、発起人（organizer(s)）が原始定款（articles of organization, certificate of formation等と呼ばれる）を州務庁（Department of State）に届け出ることにより設立される。原始定款には、社名、住所、送達代理人等一定の必要的記載事項があるほか、州によっては広く任意的記載事項を認めるところがある。なお、LLCの会社名には、省略のない「Limited Liability Company」か「Limited Company」（この場合、「Limited」は「Ltd.」に、「Company」は「Co.」に省略可）、あるいは「LLC」、「L.L.C.」、「LC」、ないしは「L.C.」などの文言を用いるものとされている。

### 能力
LLC法によれば、原始定款に異なる定めを置かない限り、LLCは、その事業又は事務を遂行するために必要又は便宜な全てのことを行うための個人と同じ能力を有するものとされている。

### 有限責任
LLCへの出資者は社員（members）と呼ばれるが、コーポレーションの株主（shareholders）と同様に全員が有限責任とされている。すなわち、出資者は、出資額を限度としてのみ責任を負い、LLCの債務に対して直接責任を負うことはない。この点は株式会社の出資者有限責任とまったく同一である。したがって、事業の失敗のリスクから隔離されている。

### 経営
社員同士の関係や権利義務は、運営契約（operating agreement）により規定される。運営契約はコーポレーションにおける附属定款（bylaws）にあたるものといえるが、LLC法は会社法よりもはるかにメンバーによる自治と裁量を認めている。LLCには大きく分けて、社員直接経営型（member-managed LLC）と経由経営型（manager-managed LLC）の二種類がある。前者においては、ひとりないし複数の社員が直接LLCを代表してLLCを経営する。後者においては、社員から選任されたマネジャーがメンバーの一般的な監視と管理のもとでLLCを代表し、経営する。

### 出資と利益配当
社員は、金銭のみならず、金銭以外の財産、役務の提供、将来の金銭・財産・役務の提供の約束によっても出資することができる。利益配当は、別途定めのない限り出資割合に応じてなされるが、運営契約に別途合意することにより、社員の同意により出資割合に拘束されない自由な配分で利益の配当を決定することができる。
上記#歴史のとおり、現在ではすべてのLLCは、構成員課税を選択することができる。この場合、LLCの所得に対しては、企業体としてのLLCは課税されず、その構成員の所得として構成員に課税される（いわゆるパススルー課税）。これに対して、コーポレーションの場合には、コーポレーションの所得に対して法人税が課せられ、さらに、株主に対する配当は株主の所得として課税される（二重課税）。

### 日本の法人税法上の取扱い
アメリカ合衆国のLLCは原則として、日本の私法上及び税法上の外国会社に該当するものである。

## 類似の形態
アメリカにおけるLLCと同様の機能を果たしている企業組織形態として、イギリスのLLP（Limited Liability Partnership、2000年に導入）、ドイツのGmbH、フランスのSAS（単純型株式資本会社）がある。
日本では、従来、アメリカのLLCに完全に相当する制度は用意されていなかった。似た形態のものは、会社法施行以降は新規設立が認められなくなった旧有限会社（特例有限会社）が最も近かった。しかし、現在は法改正により有限会社の存続のみが認められ、新設は認められていない。
一方「会社法」（平成17年（2005年）7月26日公布、2006年5月1日施行）に旧有限会社にかわるものとして「合同会社」が導入された。しかし日本の税法では米国のLLCのように構成員に対するパススルー課税は認められていないなど米国のLLCとは異なるものとなっている。なお、米国税法上、日本の有限会社及び合同会社は米国のワイオミング州などいくつかの州においては特例として米国のLLC同様、チェック・ザ・ボックスによる選択によりパススルー課税の対象となる。